# Peter Meier (Komponist)
Peter Meier, auch Peter Meyer, (* um 1620; † um 1677) war ein deutscher Organist und Komponist des Frühbarock.

## Leben und Werk
Peter Meier lebte in Hamburg. Johann Rist charakterisierte ihn als „Ratsmusicus“. Meier konnte bisher aktenmäßig nicht nachgewiesen werden.
Als wichtigstes musikalisches Werk Meiers gelten seine Lieder in Rists Sammlung Des edlen Dafnis aus Cimbrien besungene Florabella (Hamburg 1651, erweitert 1656, 2. Auflage 1666). Diese Sammlung gibt insgesamt ein Zeugnis für den französischen Einfluss auf das deutsche Generalbasslied. Weitere Lieder von Meier finden sich in Drucken Hamburgischer Dichter von 1633 bis 1677.